# Статуя на Христос Спасител (Рио де Жанейро)
Статуята на Христос Спасител (на португалски: Cristo Redentor), посветена на Исус Христос, е сред основните забележителности в град Рио де Жанейро, Бразилия.
Висока е 39,6 m (заедно с 9,5 m пиедестал), размахът на ръцете е 28 m, тежи 635 t. Изградена е от железобетон и е облицована със стеатит (талкохлорит), устойчив на външни въздействия. Построена е в периода 1922 – 1931 г. Разположена е на високия 710 m хълм Корковадо в предградията на града. Допълнителната височина на хълма превръща този съвременен колос в символ на християнството и главна забележителност на Рио де Жанейро и Бразилия.
Статуята тържествено е открита за посетители на 12 октомври 1931 г.
На 7 юли 2007 г. в Лисабон статуята е включена в списъка на Новите седем чудеса на света в проекта на швейцарската фондация New7Wonders Foundation.
Статуята на Христос Спасителя с разперени ръце се извисява над град Рио де Жанейро. Туристите могат да стигнат до основата на статуята с автомобил, железница или по пешеходен маршрут.